# Søre Trollsteinhøe
De Søre Trollsteinhøe is een berg behorende bij de gemeente Lom in de provincie Oppland in Noorwegen. De berg, gelegen in Nationaal park Jotunheimen, heeft een hoogte van 2161 meter.
De Søre Trollsteinhøe is onderdeel van het gebergte Jotunheimen.